# Inga cabrerae
Inga cabrerae är en ärtväxtart som beskrevs av Mario Sousa. Inga cabrerae ingår i släktet Inga och familjen ärtväxter. Inga underarter finns listade i Catalogue of Life.